# Jagodne (Pisz)
Jagodne (deutsch Jegodnen, 1938 bis 1945 Balkfelde) ist ein Dorf in der polnischen Woiwodschaft Ermland-Masuren, das zur Gmina Pisz (Stadt- und Landgemeinde Johannisburg) im Powiat Piski (Kreis Johannisburg) gehört.

## Geographische Lage
Jagodne liegt in der südöstlichen Woiwodschaft Ermland-Masuren an der südöstlichen Stadtgrenze von Pisz (deutsch Johannisburg), drei Kilometer vom Stadtzentrum entfernt.

## Geschichte
Das kleine, nach 1579 Jegodne und bis 1938 Jegodnen genannte Dorf wurde im Jahre 1566 als Freidorf mit sieben Hufen nach Köllmischem Recht gegründet. 
Der Ort gehörte zum Kreis Johannisburg im Regierungsbezirk Gumbinnen (ab 1905: Regierungsbezirk Allenstein) in der preußischen Provinz Ostpreußen. Von 1874 bis 1945 war er in den Amtsbezirk Kallenzinnen (ab 1938 „Amtsbezirk Dreifelde“) eingegliedert.
Im Jahre 1910 waren in Jegodnen 177 Einwohner gemeldet, 1933 waren es 171. 
Aufgrund der Bestimmungen des Versailler Vertrags stimmte die Bevölkerung im Abstimmungsgebiet Allenstein, zu dem Jegodnen gehörte, am 11. Juli 1920 über die weitere staatliche Zugehörigkeit zu Ostpreußen (und damit zu Deutschland) oder den Anschluss an Polen ab. In Jegodnen stimmten 100 Einwohner für den Verbleib bei Ostpreußen, auf Polen entfielen keine Stimmen.
Am 3. Juni (amtlich bestätigt am 16. Juli) 1938 erfolgte aus politisch-ideologischen Gründen der Abwehr fremdländisch klingender Ortsnamen die Umbenennung von Jegodnen in „Balkfelde“. Die Einwohnerzahl belief sich 1939 auf 166.
In Kriegsfolge kam 1945 das gesamte südliche Ostpreußen zu Polen, wovon auch Jegodnen resp. Balkfelde betroffen war. Das Dorf erhielt die polnische Namensform „Jagodne“. Heute ist der Ort Sitz eines Schulzenamtes (polnisch Sołectwo) und somit eine Ortschaft innerhalb der Stadt- und Landgemeinde Pisz (Johannisburg) im Powiat Piski (Kreis Johannisburg), bis 1998 der Woiwodschaft Suwałki, seither der Woiwodschaft Ermland-Masuren zugehörig. Die Einwohnerzahl belief sich im Jahre 2011 auf 280.

## Religionen
Bis 1945 war Jegodnen in die evangelische Kirche Johannisburg in der Kirchenprovinz Ostpreußen der Kirche der Altpreußischen Union sowie in die römisch-katholische Kirche in Johannisburg im Bistum Ermland eingepfarrt. 
Heute gehört Jagodne ebenfalls zur Kreisstadt – zur katholischen Pfarrei St. Johannes der Täufer im Bistum Ełk der Römisch-katholischen Kirche in Polen sowie zur evangelischen Kirchengemeinde innerhalb der Diözese Masuren der Evangelisch-Augsburgischen Kirche in Polen.

## Verkehr
Jagodne liegt an einer Nebenstraße, die die Kreisstadt Pisz unmittelbar mit dem Dorf Jagodne verbindet. Pisz ist auch die nächste Bahnstation an der  Bahnstrecke Olsztyn–Ełk (deutsch Allenstein–Lyck).